# Kololi
Kololi – miejscowość w Gambii na przedmieściach Serekundy, kurort wypoczynkowy nad Oceanem Atlantyckim. Mieszka tu ok. 4,4 tys. osób.